# Alciston
Alciston est un village et une paroisse civile du Sussex de l'Est, en Angleterre. Il est situé dans le sud du comté, à une quinzaine de kilomètres au nord-ouest de la ville d'Eastbourne. Administrativement, il relève du district de Wealden. En 2007, il comptait 146 habitants. Au recensement de 2011, sa population est comptabilisée avec celle du village voisin de Berwick pour un total de 380 habitants.

## Étymologie
Le nom Alciston désigne à l'origine la ferme ou le village (tūn en vieil anglais) d'un homme nommé Ælfsige ou Ealhsige. Il est attesté dans le Domesday Book sous la forme Alsistone.